# Municipio de Tara (condado de Swift)
El municipio de Tara (en inglés: Tara Township) es un municipio ubicado en el condado de Swift en el estado estadounidense de Minnesota. En el año 2010 tenía una población de 88 habitantes y una densidad poblacional de 0,95 personas por km².

## Geografía
El municipio de Tara se encuentra ubicado en las coordenadas 45°21′39″N 95°47′59″O / 45.36083, -95.79972. Según la Oficina del Censo de los Estados Unidos, el municipio tiene una superficie total de 92.96 km², de la cual 92,79 km² corresponden a tierra firme y (0,19 %) 0,17 km² es agua.

## Demografía
Según el censo de 2010, había 88 personas residiendo en el municipio de Tara. La densidad de población era de 0,95 hab./km². De los 88 habitantes, el municipio de Tara estaba compuesto por el 97,73 % blancos, el 1,14 % eran afroamericanos, el 1,14 % eran de otras razas. Del total de la población el 1,14 % eran hispanos o latinos de cualquier raza.